# اس‌تی‌اس-۱۰۵
اس‌تی‌اس-۱۰۵ (انگلیسی: STS-105) یکی از ماموریت‌های برنامه شاتل‌های فضایی بود که در تاریخ ۱۰ آگوست ۲۰۰۱ از پایگاه فضایی کندی به ایستگاه فضایی بین‌المللی پرتاب شد. این ماموریت حدوداً دوازده روزه توسط شاتل دیسکاوری انجام گرفت.

## نگارخانه

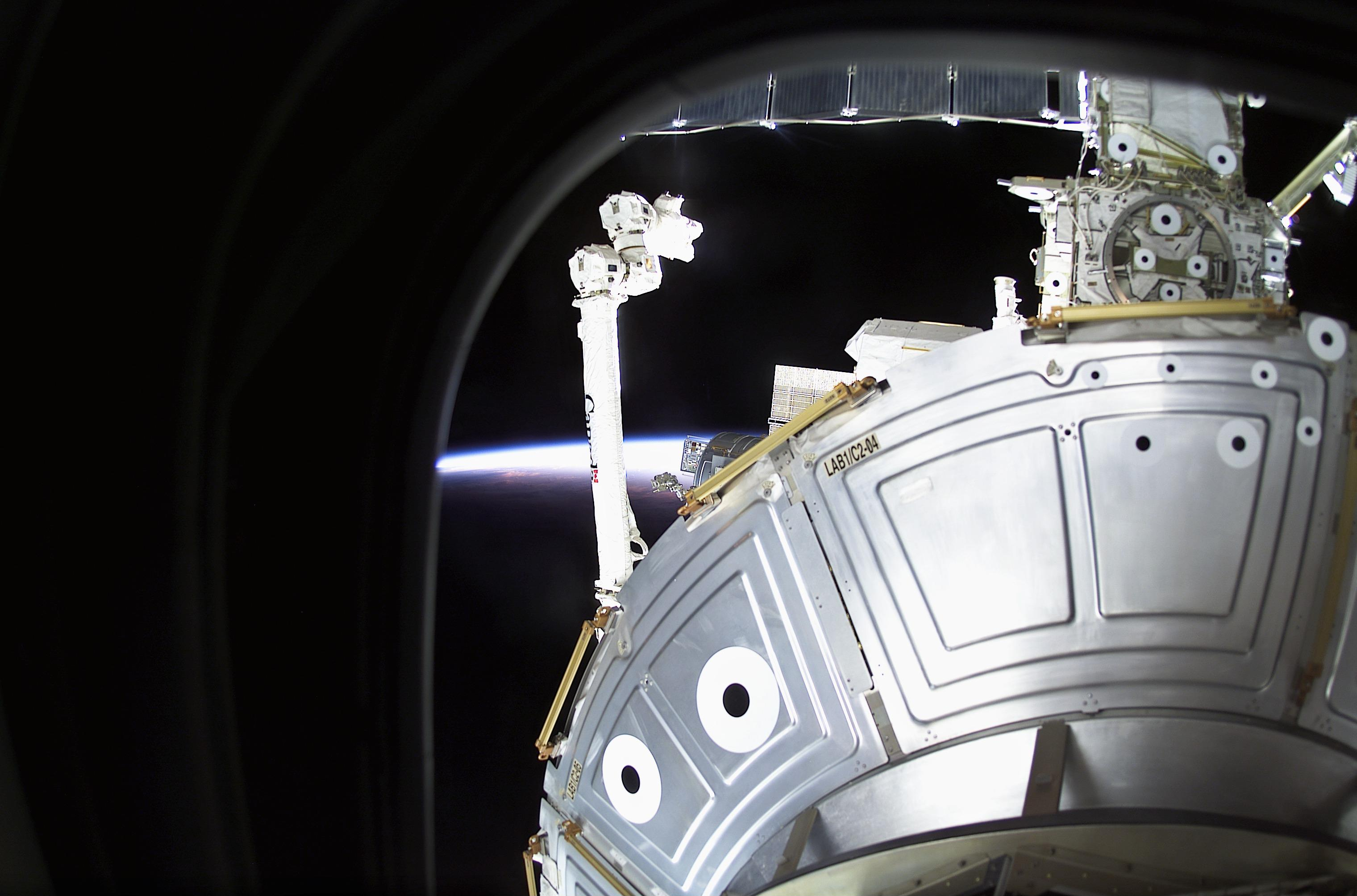
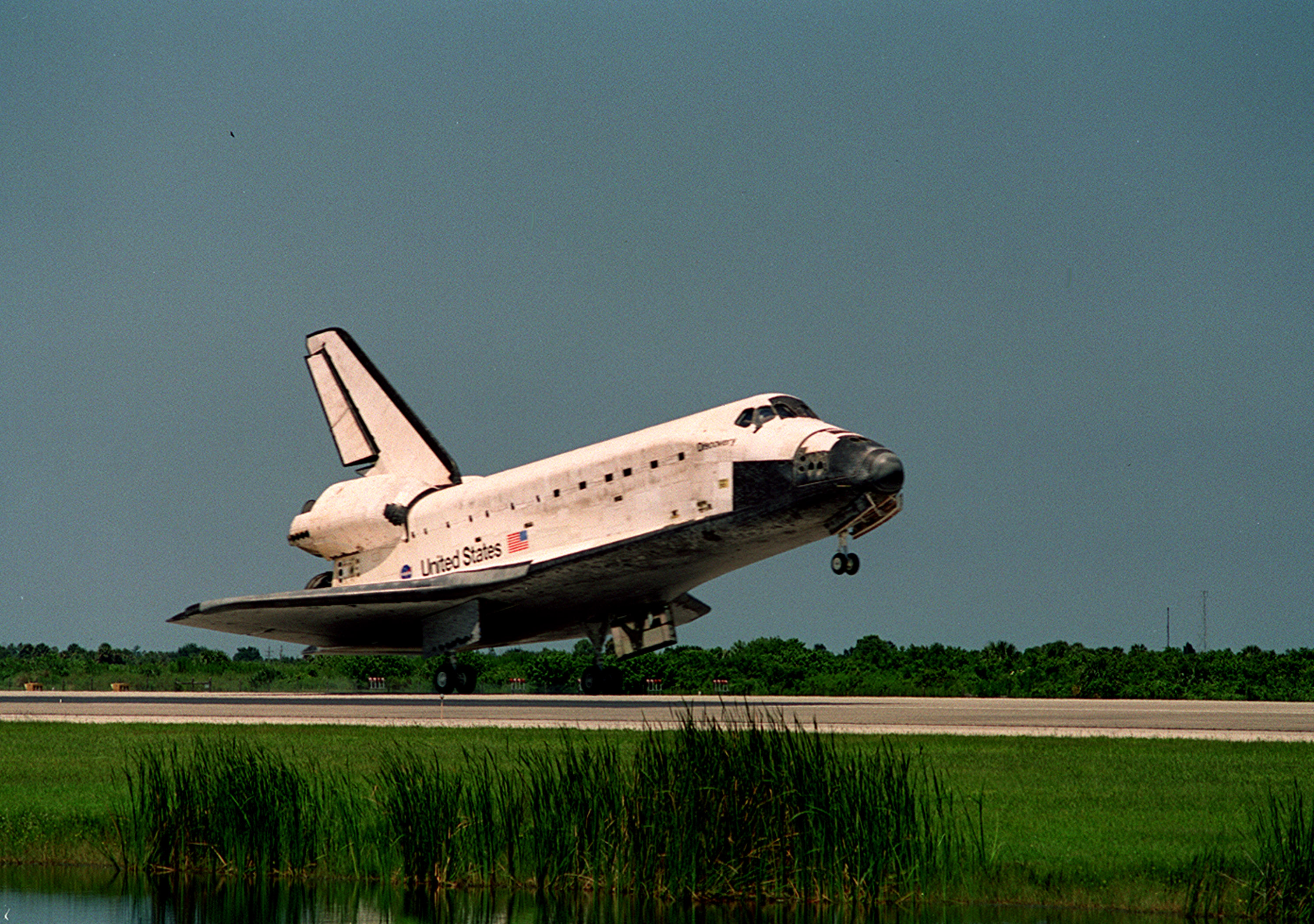